# احمد کیهان یغمائی
احمد کیهان یغمایی از سیاستمداران ایرانی بود، که در دوره‌های  بیستم و  بیست و یکم به‌عنوان نماینده مشهد در مجلس شورای ملی حضور داشت.

## زندگی‌نامه
احمد کیهان یغمایی فرزند ابوالقاسم، در سال ۱۲۹۲ در دامغان متولد شد. پس گذراندن دوره متوسطه به استخدام در اداره‏ ثبت اسناد درآمد. چندی در ادارات مختلف ثبت اشتغال به کار داشت تا آنکه کار دولتی را رها کرده، به کشاورزی و تجارت پرداخت. یغمایی در انتخابات دوره بیستم و در دوره بیست و یکم نماینده مردم مشهد در مجلس شورای ملی بود.
کیهان یغمایی از نوادگان یغمای جندقی شاعر غزل‌سرای سده سیزدهم است.